# Mesosemia albata
Mesosemia albata är en fjärilsart som beskrevs av Hans Ferdinand Emil Julius Stichel 1924. Mesosemia albata ingår i släktet Mesosemia och familjen Riodinidae. Inga underarter finns listade i Catalogue of Life.